# Saasen (Reiskirchen)
Saasen è un quartiere (Ortsteil) di Reiskirchen, un comune tedesco di situato nel land dell'Assia.
Del quartiere fanno parte anche gli insediamenti di Bollenbach, Veitsberg e il Wirberg, un antico castello.
Poco a sud del centro abitato scorre la strada statale 49 Saasen. 
Nel 1852, Saasen, Bollenbach e Veitsberg contavano 610 abitanti, nel 2004, 1237. Saasen viene citato per la prima volta in un documento ufficiale nel 1111. Per trovare citate anche le altre due località, è necessario attendere tra il 1148 ed il 1149, quando viene descritta l'edificazione di una castello e di un convento precedentemente distrutto.
I nomi di Saasen è cambiato nel corso dei secoli in modi diversi:
- In Sahsun (1111 / 1137)
- Fon den Sassen (1249)
- De Sahsen (1251)
- De Sasen (1279)
- Von den Sayssin (1379)

## La piazza del villaggio
La piazza del villaggio è circondata da una serie di edifici, un complesso ben tenuto e dotato di piccole aree giochi.

## Chiesa di Veitsberg
Nel villaggio si trova una chiesa romanica risalente al 1250. Accanto alla chiesa sorge una scuola, nella quale ha insegnato ai bambini di Saasen e Lindenstruth, tra il 1734 ed il 1785, lo scienziato e matematico Jacob Conrad Justus. Veniva chiamato "L'uomo del calendario di Veitsberg".

## Wirberg
Il Wirberg, è un ex monastero situato nel distretto di Gießen. Si trova sul lato orientale della città di Reiskirchen, tra Saasen e Göbelnrod, 13 chilometri a nord-ovest di Grünberg. La chiesa di Wirberg una volta era la Chiesa protestante per i distretti di Grünberger, Göbelnrod, Beltershain, Harbach, Weitershain e Reinhardshain. Oggi viene esclusivamente utilizzata per speciali occasioni.

### Storia
Tra il 1134 e 1148 venne eletto prevosto del Monastero di Wiberg il suo fondatore, Otto Von Cappenberg, che rimase lì fino alla sua morte, avvenuta nel 1171. Suo fratello, Goffredo Von Cappenberg, fu fondatore del monastero di Ilbenstadt. I patroni del monastero sono la Vergine Maria e San Martin. Nel 1286 il monastero di Wirberg passò alla Congregazione di Ordinanza del coro femminile agostiniano.
Nel 1527, a seguito della Riforma protestante, il monastero fu rimosso e il patrimonio trasferito all'Università di Marburgo. Tra il 1753 ed il 1754 venne costruita sul Wirberg la chiesa attuale, ancora usata per matrimoni e battesimi. Inoltre, l'edificio oggi restaurato si offre come centro ricreativo per gruppi di giovani della Chiesa Evangelica in Assia e Nassau. In estate i prati di fronte al monastero sono utilizzati per l'accampamento di gruppi di giovani e scout.

## Sport
Il più noto è il club sportivo SV 1936 Saasen. In Saasen hanno inoltre sede altre associazioni sportive, per il bowling, la ginnastica e il ping pong.